# 珠叶凤尾蕨
珠叶凤尾蕨（学名：Pteris cryptogrammoides）为凤尾蕨科凤尾蕨属下的一个种。

## 扩展阅读
維基物種上的相關：珠叶凤尾蕨